# Loveringita
La loveringita és un mineral de la classe dels òxids que pertany al grup crichtonita de minerals. Va ser descoberta l'any 1978 a la intrusió Jimberlana, Norseman, Dundas Shire, Austràlia Oriental, Austràlia. Rep el seu nom de John Francis Lovering (1930 - 2023), geoquímic australià de la Universitat de Melbourne.

## Característiques
La loveringita és òxid mineral format per diversos elements, com calci, ceri, lantani, zirconi, ferro, magnesi, crom, titani i alumini, amb fórmula (Ca,Ce,La)(Zr,Fe)(Mg,Fe)₂(Ti,Fe,Cr,Al)18O38. Cristal·litza en el sistema hexagonal formant cristalls anèdrics o aciculars. També s'hi pot trobar en forma d'inclusions en altres minerals La seva duresa és de 5 a l'escala de Mohs.
Segons la classificació de Nickel-Strunz, la loveringita pertany a «04.CC: Òxids amb relació Metall:Oxigen = 2:3, 3:5, i similars, amb cations de mida mitjana i gran» juntament amb els següents minerals: cromobismita, freudenbergita, grossita, clormayenita, yafsoanita, latrappita, lueshita, natroniobita, perovskita, barioperovskita, lakargiita, megawita, loparita-(Ce), macedonita, tausonita, isolueshita, crichtonita, davidita-(Ce), davidita-(La), davidita-(Y), landauita, lindsleyita, mathiasita, senaita, dessauita-(Y), cleusonita, gramaccioliita-(Y), diaoyudaoita, hawthorneita, hibonita, lindqvistita, magnetoplumbita, plumboferrita, yimengita, haggertyita, nežilovita, batiferrita, barioferrita, jeppeita, zenzenita i mengxianminita.

## Formació i jaciments
Es tracta d'un mineral que es forma en la darrera etapa del magma residual en el piroxè, en l'olivina-cromita o capes riques en plagioclasa d'intrusions màfiques. Sol trobar-se associada a altres minerals com: quars, feldespat potàssic, flogopita, enstatita, baddeleyita, apatita, zircó, titanita, rútil, ilmenita, cromita, pseudobrookita, circonolita, espinel·la i pargasita.